# 斎藤恒雄
斎藤 恒雄（さいとう つねお、1948年9月24日 - ）は、福岡放送（FBS）の元男性アナウンサー。
千葉県習志野市出身。獨協大学卒業。1972年福岡放送に入社。

## 過去の主な担当番組
- あなたとmy channel FBS
- 匠の世界
- スポーツ中継
- ザ・トップテン FBSリポーター